# Kiglikavik Lake
Der Kiglikavik Lake ist ein See im Westen des kanadischen Territoriums Nunavut, in der Kitikmeot-Region.

## Lage
Der Kiglikavik Lake liegt in einer Tundralandschaft im Norden Kanadas. Er besitzt eine Wasserfläche von 130 km². Der 434 m hoch gelegene See ist 90 km von der Meeresküste des Coronation Gulf entfernt. Der 38 km lange See ist in zwei größere Wasserflächen gegliedert. Der Tree River entwässert den See an dessen nordwestlichen Ufer.